# Horst Urban
Horst Urban (Jablonec nad Nisou, 15 maggio 1936 – Smržovka, 2 marzo 2010) è stato uno slittinista cecoslovacco, dal 1993 ceco.

## Partecipazioni olimpiche
| Competizione | Pos. | Data             | Città     |
| ------------ | ---- | ---------------- | --------- |
| Singolo      | 12ª  | 4 febbraio 1964  | Innsbruck |
| Doppio       | 12ª  | 5 febbraio 1964  | Innsbruck |
| Singolo      | 24ª  | 4 febbraio 1968  | Grenoble  |
| Doppio       | 12ª  | 18 febbraio 1968 | Grenoble  |